# Glynis Johns
Glynis Margaret Payne Johns (Pretoria, 5 ottobre 1923 – Los Angeles, 4 gennaio 2024) è stata un'attrice britannica, attiva in campo teatrale, televisivo e cinematografico.
Nota soprattutto per aver interpretato il ruolo di Winifred Banks nel film Mary Poppins (1964), nel 1973 vinse il Tony Award alla miglior attrice protagonista in un musical per A Little Night Music a Broadway.
Dalla morte di Olivia de Havilland nel luglio 2020 e fino al suo decesso nel gennaio 2024 è stata la persona vivente più anziana ad avere ottenuto una candidatura all'Oscar.

## Biografia
Figlia della pianista Alice Maude Steele Wareham e dell'attore Mervyn Johns, la sua famiglia era gallese, ma Johns nacque in Sudafrica, dove i genitori si esibivano in tournée. Fece le sue prime apparizioni sulle scene ancora bambina, danzando al Garrick Theatre di Londra nel 1935. L'anno seguente fece il suo debutto nel teatro di prosa, recitando nel dramma St Helena all'Old Vic, cui seguirono nello stesso anno La calunnia e The Melody That Got Lost, e Judgement Day e A Kiss for Cinderella nel 1937.
Dal 1938 cominciò a recitare anche al cinema, debuttando nel film La cavalcata delle follie, pur proseguendo in parallelo anche l'attività teatrale. Nel 1945 si fece notare per l'interpretazione della migliore amica di Deborah Kerr nel film Intermezzo matrimoniale, mentre nel 1952 fece il suo esordio a Broadway. Nella prima metà degli anni '50 la Johns fu attiva soprattutto negli Stati Uniti, sia a Hollywood che a Broadway. Tornò nel Regno Unito nel 1958 con il film Estasi d'amore. In quegli anni si affermò come apprezzata caratterista e nel 1960 ottenne una candidatura all'Oscar alla miglior attrice non protagonista per I nomadi di Fred Zinnemann.
Negli anni sessanta l'attrice apparve con più frequenza in televisione, ove recitò in diversi episodi de L'impareggiabile Glynis, La parola alla difesa e Batman. Nel 1964 interpretò il suo ruolo forse più noto, quello di Winifred Banks nel film Mary Poppins. Nel 1973 tornò a Broadway dopo dieci anni d'assenza per interpretare Desirée nella prima del musical A Little Night Music di Stephen Sondheim; la performance della Johns ottenne grandi consensi di critica e pubblico e le valse il Tony Award alla miglior attrice protagonista in un musical. Il ruolo le diede la possibilità di essere la prima interprete della celebre canzone Send in the Clowns.
Dopo il trionfo teatrale, Johns cominciò a diradare le apparizioni cinematografiche e televisive, fino a ritirarsi dalle scene nel 1999. Nel suo ultimo decennio di carriera recitò nei film C'eravamo tanto odiati (1994), Un amore tutto suo (1995) e Superstar (1999). Nel 1991 tornò a recitare nel musical A Little Night Music, questa volta a Los Angeles e nel ruolo della madre del personaggio già interpretato a Broadway, mentre l'ultima apparizione teatrale fu nel 1998 in A Coffin in Egypt a Sag Harbor. Nel 1998 ebbe il Disney Legends.
Morì il 4 gennaio 2024, all'età di 100 anni, in una clinica di Los Angeles, per cause naturali.

## Vita privata
Glynis Johns fu sposata quattro volte: con l'attore Anthony Forwood dal 1942 al 1948, con l'uomo d'affari David Foster dal 1952 al 1956, con l'uomo d'affari Cecil Henderson dal 1960 al 1962 e con l'autore Elliot Arnold dal 1964 al 1973. Tutti i matrimoni terminarono con un divorzio. Dal primo marito ebbe il suo unico figlio, Gareth Forwood (1945-2007), attore teatrale, cinematografico e televisivo, morto all'età di 62 anni per un attacco cardiaco a seguito di un cancro.

## Filmografia

### Cinema
- La cavalcata delle follie (South Riding), regia di Victor Saville (1938)
- Murder in the Family, regia di Albert Parker (1938)
- Prison Without Bars, regia di Brian Desmond Hurst (1938)
- La notte dell'incendio (On the Night of the Fire), regia di Brian Desmond Hurst (1939)
- Under Your Hat, regia di Maurice Elvey (1940)
- The Briggs Family, regia di Herbert Mason (1940)
- Il ladro di Bagdad (The Thief of Bagdad), regia di Ludwig Berger, Michael Powell, Tim Whelan (1940)
- The Prime Minister, regia di Thorold Dickinson (1941)
- Gli invasori - 49º parallelo (49th Parallel), regia di Michael Powell (1941)
- Le avventure di Tartù (Sabotage Agent), regia di Harold S. Bucquet (1943)
- The Halfway House, regia di Basil Dearden (1944)
- Intermezzo matrimoniale (Perfect Strangers), regia di Alexander Korda (1945)
- This Man Is Mine, regia di Marcel Varnel (1946)
- Frida, l'amante straniera (Frieda), regia di Basil Dearden (1947)
- Un marito ideale (An Ideal Husband), regia di Alexander Korda (1947)
- Third Time Lucky, regia di Gordon Parry (1948)
- Una sirena in società (Miranda), regia di Ken Annakin (1948)
- Helter Skelter, regia di Ralph Thomas (1949)
- Dear Mr. Prohack, regia di Thornton Freeland (1949)
- Segreto di stato (State Secret), regia di Sidney Gilliat (1950)
- Flesh & Blood, regia di Anthony Kimmins (1951)
- Il viaggio indimenticabile (No Highway), regia di Henry Koster (1951)
- Appointment with Venus, regia di Ralph Thomas (1951)
- Gigolò e gigolette (Encore), regia di Harold French (1951)
- Stupenda conquista (The Magic Box), regia di John Boulting (1952)
- Asso pigliatutto (The Card), regia di Ronald Neame (1952)
- La spada e la rosa (The Sword and the Rose), regia di Ken Annakin (1953)
- La voce della calunnia (Personal Affair), regia di Anthony Pelissier (1953)
- Rob Roy, il bandito di Scozia (Rob Roy, the Highland Rogue), regia di Harold French (1953)
- Penitenziario braccio femminile (The Weak and the Wicked), regia di J. Lee Thompson (1954)
- The Seekers, regia di Ken Annakin (1954)
- Il grande flagello (The Beachcomber), regia di Muriel Box (1954)
- Mad About Men, regia di Ralph Thomas (1954)
- Josephine and Men, regia di Roy Boulting (1955)
- Il giullare del re (The Court Jester), regia di Melvin Frank, Norman Panama (1956)
- Amami... e non giocare (Loser Takes All), regia di Ken Annakin (1956)
- Il giro del mondo in 80 giorni (Around the World in Eighty Days), regia di Michael Anderson (1956)
- I pionieri del Wisconsin (All Mine to Give), regia di Allen Reisner (1957)
- Estasi d'amore (Another Time, Another Place), regia di Lewis Allen (1958)
- Last of the Few, regia di David Millin (1959)
- Il fronte della violenza (Shake Hands with the Devil), regia di Michael Anderson (1959)
- La tela del ragno (The Spider's Web), regia di Godfrey Grayson (1960)
- I nomadi (The Sundowners), regia di Fred Zinnemann (1960)
- Il gabinetto del Dr. Caligari (The Cabinet of Caligari), regia di Roger Kay (1962)[11]
- Sessualità (The Chapman Report), regia di George Cukor (1962)
- Quella strana condizione di papà (Papa's Delicate Condition), regia di George Marshall (1963)
- Mary Poppins, regia di Robert Stevenson (1964)
- Erasmo il lentigginoso (Dear Brigitte), regia di Henry Koster (1965)
- Per un corpo di donna (Don't Just Stand There!), regia di Ron Winston (1968)
- Lock Up Your Daughters!, regia di Peter Coe (1969)
- Under Milk Wood, regia di Andrew Sinclair (1972)
- The Vault of Horror, regia di Roy Ward Baker (1973)
- Mrs. Amworth, regia di Alvin Rakoff (1975)
- Three Dangerous Ladies, regia di Alvin Rakoff - episodio Mrs. Amworth (1977)
- Zelly ed io (Zelly and Me), regia di Tina Rathborne (1988)
- Nukie, regia di Sias Odendal, Michael Pakleppa (1988)
- C'eravamo tanto odiati (The Ref), regia di Ted Demme (1994)
- Un amore tutto suo (While You Were Sleeping), regia di Jon Turteltaub (1995)
- Superstar, regia di Bruce McCulloch (1999)

### Televisione
- Studio One – serie TV, 1 episodio (1952)
- Your Show of Shows – serie TV, 1 episodio (1953)
- Lux Video Theatre – serie TV, 1 episodio (1953)
- The Errol Flynn Theatre – serie TV, 2 episodi (1956)
- Schlitz Playhouse of Stars – serie TV, 1 episodio (1957)
- The Frank Sinatra Show – serie TV, 1 episodio (1958)
- Kraft Mystery Theater – serie TV, 1 episodio (1961)
- Avventure in paradiso (Adventures in Paradise) – serie TV, episodio 2x34 (1961)
- The Roaring 20's – serie TV, 1 episodio (1961)
- General Electric Theater – serie TV, episodio 10x05 (1961)
- La città in controluce (Naked City) – serie TV, 1 episodio (1961)
- The Dick Powell Show – serie TV, episodio 1x27 (1962)
- Il dottor Kildare (Dr. Kildare) – serie TV, 1 episodio (1962)
- The Beachcomber – serie TV, 1 episodio (1962)
- Saints and Sinners – serie TV, 1 episodio (1962)
- The DuPont Show of the Week – serie TV, 1 episodio (1963)
- The Lloyd Bridges Show – serie TV, 1 episodio (1963)
- Vacation Playhouse – serie TV, episodio 1x03 (1963)
- L'impareggiabile Glynis (Glynis) – serie TV, 13 episodi (1963)
- La legge di Burke (Burke's Law) – serie TV, episodio 1x22 (1964)
- La parola alla difesa (The Defenders) – serie TV, 1 episodio (1964)
- Twelve O'Clock High – serie TV, 1 episodio (1964)
- Batman – serie TV, 3 episodi (1967)
- ITV Playhouse – serie TV, 1 episodio (1968)
- Gloria Vanderbilt (Little Gloria... Happy at Last) – miniserie TV (1982)
- Cin cin (Cheers) – serie TV, 1 episodio (1983)
- Spraggue – film TV (1984)
- Love Boat (The Love Boat) – serie TV, episodio 7x23 (1984)
- La signora in giallo (Murder, She Wrote) – serie TV, episodio 2x05 (1985)
- I Cavanaugh (The Cavanaughs) – serie TV, 1 episodio (1987)
- Benvenuti a "Le Dune" (Coming of Age) – serie TV, 15 episodi (1988-1989)
- ABC Weekend Specials – serie TV, 1 episodio (1994)

## Teatro
- Peter e Wendy di J. M. Barrie. Cambridge Theatre di Londra (1943)
- Il maggiore Barbara di George Bernard Shaw. Martin Beck Theatre e Morosco Theatre di Broadway 1956)
- A Little Night Music di Stephen Sondheim e Hugh Wheeler. Shubert Theatre e Majestic Theatre di Broadway (1973)
- The Boy Friend di Sandy Wilson. Ed Mirvish Theatre di Toronto (1984)
- A Little Night Music di Stephen Sondheim e Hugh Wheeler. James A. Doolittle Theatre di Los Angeles (1991)

## Riconoscimenti
- Premio Oscar
  - 1961 – Candidatura alla miglior attrice non protagonista per I nomadi
- Golden Globe
  - 1963 – Candidatura alla miglior attrice in un film drammatico per  Sessualità
- Tony Award
  - 1973 – Miglior attrice protagonista in un musical per A Little Night Music

## Doppiatrici italiane
Nelle versioni in italiano delle opere in cui ha recitato, Glynis Johns è stata doppiata da:
- Rosetta Calavetta in Frida, l'amante straniera, Il viaggio indimenticabile, Rob Roy, il bandito di Scozia, Mary Poppins
- Rina Morelli in Asso pigliatutto, Il fronte della violenza
- Miranda Bonansea in La spada e la rosa, C'eravamo tanto odiati
- Renata Marini in I nomadi, Erasmo il lentigginoso
- Maria Pia Di Meo in La tela del ragno, Il gabinetto del dr. Caligari
- Dina Perbellini in Il ladro di Bagdad
- Dhia Cristiani in Il giullare del re
- Flaminia Jandolo in Il giro del mondo in 80 giorni
- Didi Perego in Gloria Vanderbilt
- Adriana Vianello in La signora in giallo
- Isa Di Marzio in Un amore tutto suo
- Vanna Busoni in Superstar